# Rezonville
Rezonville korábbi község Franciaországban, Moselle megyében. Lakosainak száma 312 fő (2018. január 1.). Rezonville Saint-Marcel, Ars-sur-Moselle, Gorze, Gravelotte és Vionville községekkel határos.
2019. január 1-jén Vionville korábbi községgel egyesült és az így létrejött Rezonville-Vionville új község része lett.

## Népesség
A település népessége az elmúlt években az alábbi módon változott:
| Lakosok száma | 329  | 325  | 317  | 312  |
|               | 2013 | 2015 | 2017 | 2018 |